# 장르만 코미디
《장르만 코미디》는 대한민국의 종합편성채널 JTBC에서 2020년 7월 4일부터 2020년 11월 28일까지 방영된 텔레비전 코미디 프로그램이다. 약칭은 장코이다. 한편 본 프로그램은 KBS2의 개그 프로그램이었던 《개그콘서트》에서 활동했던 일부 희극인이 넘어온 프로그램이기도 하다.

## 기획 의도
다양한 재미의 숏폼드라마로 구성된 코미디 프로그램으로서 웹툰, 드라마, 음악 등 다양한 장르와의 컬래버레이션을 통해 코미디의 확장성을 추구한다.

## 방송 일정
| 방송 채널 | 방송 기간                         | 방송 시간                    |
| --------- | --------------------------------- | ---------------------------- |
| JTBC      | 2020년 7월 4일 ~ 2020년 11월 28일 | 매주 토요일 오후 7:40 ~ 9:00 |

## 출연진

### ㄱ
- 강유미
- 곽범
- 권재관
- 김기리
- 김기열
- 김미려
- 김성원
- 김준현
- 김준호
- 김지은

### ㅂ
- 박영진

### ㅅ
- 서태훈

### ㅇ
- 안영미
- 오나미
- 유세윤
- 이상훈
- 이세진
- 이현정
- 임우일

### ㅈ
- 장기영
- 정태호

### ㅎ
- 허경환

## 코너 목록
- 장르만 연예인 (2020년 7월 4일 ~ 2020년 11월 28일)
  - 출연 : 임우일, 김성원, 김기리, 서태훈, 이세진
- 개벤져스의 아이디어 회의 (2020년 10월 10일 ~ 2020년 11월 28일)
  - 출연 : 김준호, 유세윤, 안영미, 이현정, 김미려, 정주리, 이상훈, 장기영, 박영진, 정태호, 곽범

- COFLIX (2020년 7월 11일)
  - 출연 : 김미려, 이현정, 권재관, 정태호, 오나미, 장기영
- 쀼의 세계 (2020년 7월 4일 ~ 2020년 7월 25일)
  - 출연 : 유세윤, 안영미, 이수지, 정태호, 김미려, 김준호, 이현정, 오나미, 김민경, 나태주, 정주리
- 끝까지 보면 소름 돋는 이야기 (2020년 7월 4일 ~ 2020년 7월 25일)
  - 출연 : 김준현, 김준호, 김지은, 서태훈, 오만석
- 이태원 골목 시그널[1] (2020년 8월 1일)
  - 출연 : 유세윤, 안영미, 임현주 외 다수
- 카피카피룸룸 (2020년 8월 1일 ~ 2020년 8월 8일)
  - 출연 : 추대엽, 박영진, 장기영
- 이태원 골목 클라쓰[2] (2020년 8월 1일 ~ 2020년 8월 15일)
  - 출연 : 유세윤, 안영미, 정태호, 김준호, 박영진, 정주리, 이세진, 이현정, 김준현
- 나는 MBTI에 미쳤다 (2020년 8월 22일)
  - 출연 : 전소연, 유세윤, 안영미
- 사이코지만 안 괜찮아[3] (2020년 8월 29일)
  - 출연 : 유세윤, 안영미, 김미려
- 찰리의 컨텐츠 거래소 (2020년 7월 4일 ~ 2020년 9월 12일)
  - 출연 : 김준호 외 다수
- 너튜브 고등학교 (2020년 8월 15일 ~ 2020년 9월 12일)
  - 출연 : 강유미, 김준현, 장기영, 김기열, 박영진, 이세진, 이현정, 정태호
- 억G&조G (2020년 7월 4일 ~ 2020년 9월 26일)
  - 출연 : 이상훈, 허경환
- 긴급진단 이대로 괜찮은가 (2020년 9월 12일 ~ 2020년 9월 19일)
  - 출연 : 김준호, 유세윤, 안영미, 이현정, 김미려, 정주리, 이상훈, 장기영, 박영진, 정태호, 곽범
- 차태현을 웃겨라 (2020년 9월 26일)
  - 출연 : 차태현, 김준호, 정태호, 송병철, 곽범, 박영진, 이상훈, 강유미
- 이휘향을 웃겨라 (2020년 10월 24일)
  - 출연 : 이휘향, 김준호, 유세윤, 안영미, 이현정, 김미려, 정주리, 이상훈, 장기영, 박영진, 정태호, 곽범
- 복을복을 삶은 라면 (2020년 8월 1일 ~ 2020년 10월 24일)
  - 출연 : 장도연, 신주협, 오만석, 강주희, 강승희, 김수용, 조진세, 김지은
- 초등학생을 웃겨라 (2020년 10월 31일)
  - 출연 : 김봉곤, 김다현, 김준호, 유세윤, 안영미, 이현정, 김미려, 정주리, 이상훈, 장기영, 박영진, 정태호, 곽범
- 아나운서를 당황시켜라 (2020년 11월 7일)
  - 출연 : 박은영, 김환, 김준호, 유세윤, 안영미, 이현정, 김미려, 정주리, 이상훈, 장기영, 박영진, 정태호, 곽범
- 윤시윤을 당황시켜라 (2020년 11월 14일)
  - 출연 : 윤시윤, 김준호, 유세윤, 안영미, 이현정, 김미려, 정주리, 이상훈, 장기영, 박영진, 정태호, 곽범
- 다시 돌아온 희극인실 (2020년 11월 21일)
  - 출연 : 김승현 가족, 김준호, 유세윤, 안영미, 이현정, 김미려, 정주리, 이상훈, 장기영, 박영진, 정태호, 곽범
- 개벤저스(오마이걸) (2020년 11월 28일)
  - 출연 : 오마이걸(미미, 승희, 유빈), 김준호, 유세윤, 안영미, 이현정, 김미려, 정주리, 이상훈, 장기영, 박영진, 정태호, 곽범

## 결방 및 편성 변경
- 2020년 10월 3일 히든싱어 레전드무대 편성 관계로 결방되었다.

## 같이 보기
- 개그야 (MBC) - 종영
- 웃찾사(SBS) - 종영
- 개그콘서트 (KBS2) - 현재 일요일 방송
- 코미디빅리그 (tvN) - 종영
- 개승자 (KBS2) - 종영